# آندره تسین
آندره تسین (فرانسوی: André Tassin‎؛ ۲۳ فوریهٔ ۱۹۰۲ – ۱۲ ژوئیهٔ ۱۹۸۶) یک بازیکن فوتبال اهل فرانسه بود.